# Schweizer Badmintonmeisterschaft 1967
Die Schweizer Badmintonmeisterschaft 1967 fand in Zürich statt. Es war die 13. Austragung der nationalen Titelkämpfe im Badminton in der Schweiz.

## Titelträger
| Disziplin    | Sieger                           |
| ------------ | -------------------------------- |
| Herreneinzel | Jürg Honegger                    |
| Dameneinzel  | Vreni Schkölzinger               |
| Herrendoppel | Jürg Honegger Heinz Honegger     |
| Damendoppel  | Vreni Schkölzinger Ursula Wanner |
| Mixed        | Anton Sauter Vreni Schkölzinger  |